# 韋斌
韋 斌（い ひん、生年不詳 - 756年）は、唐代の官僚。本貫は京兆府万年県。

## 経歴
韋安石の子として生まれた。景雲2年（711年）、太子通事舎人に任じられた。若くして身を修め整え、文芸を尊び、挙措は峻厳で、大臣の風体があり、兄の韋陟と名声を等しくした。開元17年（729年）、司徒の薛王李業の娘の平恩県主に求婚され、韋斌は彼女を妻に迎えた。秘書丞に転じた。天宝元年（742年）、国子司業に転じ、徐安貞・王維・崔顥らに重んじられた。天宝年間、中書舎人に任じられ、集賢院学士を兼ねた。太常寺少卿に転じた。天宝5載（746年）、右相の李林甫が刑部尚書の韋堅を陥れると、韋斌は親族として連座して巴陵郡太守に左遷された。臨汝郡太守に転じ、銀青光禄大夫の位を加えられた。
天宝14載（755年）、安禄山が反乱を起こし、洛陽を陥落させると、韋斌は反乱軍に捕らえられた。翌年、燕により黄門侍郎に任じられると、憂憤のうちに死去した。乾元元年（758年）、秘書監の位を追贈された。
子に韋況があり、太子左庶子となった。

## 伝記資料
- 『旧唐書』巻92 列伝第42
- 『新唐書』巻122 列伝第47